# Sônia Luyten
Sônia Maria Bibe Luyten é uma pesquisadora brasileira, especialista em histórias em quadrinhos e na cultura pop do Japão. Tem 50 anos de profissão ligado às Histórias em Quadrinhos.
Formada em jornalismo pela Faculdade Cásper Líbero, trabalhou como tradutora de tiras no Jornal da Tarde, através da Associated Press. É Mestre e Doutora pela Escola de Comunicações e Artes da Universidade de São Paulo em Ciências da Comunicação.
É uma pioneira no estudo de histórias em quadrinhos no Brasil, tendo começado a se dedicar ao tema ainda nos anos 70. Doutora em Comunicação Social pela Universidade de São Paulo, ela lecionou na própria USP e em outras instituições. Foi professora convidada da Universidade de Estudos Estrangeiros de Osaka e Tóquio (1984-1990), professora da Universidade Real de Utrecht (1993-1996) e professora convidada da Universidade de Poitiers (1998-1999). Em 2009 foi professora titular da Universidade Presidente Antônio Carlos (UNIPAC), de Juiz de Fora.
Na década de 70, fundou na USP o primeiro núcleo de estudos de mangá (quadrinho japonês) que se tornou o embrião da Associação Brasileira de Desenhistas de Mangá e Ilustrações (Abrademi), nessa época, fundou a revista Quadreca, cuja quarta edição foi dedicada aos mangás. O artigo da Quadreca foi o primeiro do Brasil  sobre mangá.
Dirigiu dos anos 1970 a 1980 Troféu HQMix,  a Gibiteca do Museu de Imprensa Júlio de Mesquita Filho, também na USP. Entre os anos de 2000 e 2004, colaborou com o site Universo HQ, escrevendo as colunas Quadrinhos pelo Mundo e Banca de Teses. Vencedora de dois troféus HQ Mix por sua produção teórica, desde 2009 é integrante do comitê organizador do prêmio.
A autora escreveu prefácios nas seguintes obras: no Mangá Tropical (2003 -Via Lettera), Uma Biografia Mangá: Osamu Tezuka de Toshio Ban (2003, Conrad Editora) e Mulheres de Yoshiriro Tatsumi (2007 - Zarabatana Books).
Em 2009, ao lado de Maurício Pestana da revista Raça Brasil, fez a curadoria da exposição PICHA, dedicada às histórias em quadrinhos africanas. no Museu Afro-Brasileiro de São Paulo. 
Sonia foi casada com Joseph Luyten (1941-2006), um renomado professor e pesquisador holandês, dedicado aos estudos da literatura de cordel, morto em julho de 2006, vítima de um ataque cardiaco.
Atualmente é presidente da Comissão de Teses do Troféu HQ Mix e membro da Associação de Pesquisadores em Arte Sequencial (ASPAS).

## Obras publicadas
- Comunicação e aculturação: a colonização holandesa no Paraná (Edições Loyola, 1981)
- O que é Histórias em Quadrinhos (Editora Brasiliense, 1985 - Coleção Primeiros Passos)
- Histórias em quadrinhos: Leitura crítica (Edições Paulinas, 1989)
- Mangá: o poder dos quadrinhos japoneses 1ª edição (Estação Liberdade, 1991)
- Mangá: o poder dos quadrinhos japoneses 2ª edição (Hedra, 2000)
- Cultura Pop japonesa: anime e manga (Hedra, 2006)
- Mangá: o poder dos quadrinhos japoneses 3ª edição (Hedra, 2012)
- Efeito HQ . Livro online  em conjunto com José Alberto Lovetro  (2018)

## Prêmios
- 2008 Troféu HQ Mix - O Samurai (Associação dos Cartunistas do Brasil)
- 2008 Honraria do governo japonês - Pioneira pelos estudos acadêmicos Cultura Pop japonesa (Ministério de Negócios Estrangeiros do Japão)
- 2006  Prêmio Angelo Agostini - Mestre (Associação dos Cartunistas do Brasil)
- Prêmio Cátedra UNESCO/Metodista de Comunicação
- 2004 Atuação relevante em prol do Humor Gráfico (Associação dos Cartunistas de Pernambuco)
- 2001 Apoio ao Mangá (ABRADEMI)
- 1999  Troféu HQ Mix - Divulgação das histórias em quadrinhos no exterior
- 1991  Troféu HQ Mix - Livro teórico sobre histórias em quadrinhos
- 1990 Prêmio Romano Callise - Melhor tese acadêmica (Festival Internacional de Lucca, Itália)            .